# Marek Jóźwiak
Marek Jóźwiak, soprannominato Beret (Raciąż, 21 agosto 1967), è un ex calciatore polacco, di ruolo difensore.

## Carriera

### Club
Ha giocato per Błękitni Raciąż, Mławianka Mława, Śniardwy Orzysz, Legia Varsavia, Guingamp e Shenyang Ginde. Vanta 262 incontri e 4 gol in Ekstraklasa, 58 presenze e 3 reti in Ligue 1 e 23 partite e 2 marcature in Europa.

## Palmarès

### Club

#### Competizioni nazionali
- Campionato polacco: 3

Legia Varsavia: 1993-1994, 1994-1995, 2001-2002
- Coppa di Polonia: 4

Legia Varsavia: 1988-1989, 1989-1990, 1993-1994, 1994-1995
- Supercoppa di Polonia: 2

Legia Varsavia: 1994, 1997
- Coppa di Lega polacca: 1

Legia Varsavia: 2002

#### Competizioni internazionali
- Coppa Intertoto UEFA: 1

Guingamp: 1996